# Бычиха (приток Усты)
Бычиха — река в России, протекает в Уренском районе Нижегородской области. Устье реки находится в 107 км по левому берегу реки Уста. Длина реки составляет 12 км.
Исток реки находится в болоте в 11 км к югу от города Урень. Течёт на север, в среднем течении протекает деревню Сосновка. Впадает в Усту у деревни Заливная Усадьба чуть ниже города Урень.

## Данные водного реестра
По данным государственного водного реестра России относится к Верхневолжскому бассейновому округу, водохозяйственный участок реки — Ветлуга от города Ветлуга и до устья, речной подбассейн реки — Волга от впадения Оки до Куйбышевского водохранилища (без бассейна Суры). Речной бассейн реки — (Верхняя) Волга до Куйбышевского водохранилища (без бассейна Оки).
Код объекта в государственном водном реестре — 08010400212110000043366.